# Васил Попдимитров (ВМРО)
 Тази статия е за политика и революционера от Горна Рибница.  За просветния деец и революционер от Битоля вижте Васил Попдимитров (Битоля).  
Васил Попдимитров (изписване до 1945 година: Василъ попъ Димитровъ), известен с псевдонима Бан е български революционер и политик, деец на Вътрешната македонска революционна организация.

## Биография
Васил Попдимитров е роден в петричкото село Горна Рибница, тогава в Османската империя. Той е син на авторитетния местен свещеник Димитър Иванов. През учебната 1908 – 1909 година баща му го изпраща в Солунската българска търговска гимназия, чийто пълен курс завършва успешно. Присъединява се към ВМРО и е делегат от Петричка околия на Струмишкия конгрес на ВМРО от 1924 година. Избран е за депутат от Македонската парламентарна група от Петрич в XXIII ОНС.
Негови спомени се съхраняват в Държавен архив – Благоевград (ф. 1231).